# Ножига
Ножига — река в России, протекает по Чухломскому району Костромской области. Левый приток Виги.

## География
Река берёт начало восточнее города Чухлома. Течёт на северо-восток. Устье реки находится у деревни Слуда в 87 км по левому берегу реки Вига. Длина реки составляет 34 км, площадь водосборного бассейна — 217 км².

## Данные водного реестра
По данным государственного водного реестра России относится к Верхневолжскому бассейновому округу, водохозяйственный участок реки — Унжа от истока и до устья, речной подбассейн реки — Бассей притоков Волги ниже Рыбинского водохранилища до впадения Оки. Речной бассейн реки — (Верхняя) Волга до Куйбышевского водохранилища (без бассейна Оки).
Код объекта в государственном водном реестре — 08010300312110000015013.